# Johann Reinhard Kugler
Pour les articles homonymes, voir Kugler.
Johann Reinhard Kugler, né le 22 octobre 1723 à Strasbourg, était un juriste français.
Après un doctorat en droit passé en 1750, Kugler enseigne à l'université de Strasbourg à partir de 1756. Dès 1760, il donne des cours de droit canon et de jurisprudence, puis devient chanoine de Saint-Thomas, seule église luthérienne à conserver un chapitre canonial, en 1770. Le diplomate Jean-François de Bourgoing fut l'un de ses élèves.

## Œuvres
- Jean-René Kugler, De jure rerum in genese, s.n., 1759.
- Vindiciae juris naturae et gentium contra usucapionem. Quas auspiciis divinis praeside Joh. Reinhardo Kuglero... in alma Argentoratensium universitate ad d. 31 augusti 1779 solemni eruditorum examini submittit auctor Fridericus Jacobus Kreuter, Strasbourg, Johann Henir Heitz, 1779, 64 p.